# A-Raccolta
A-Raccolta è il disco dei Disciplinatha prodotto a tiratura limitata e - inizialmente - venduto solo attraverso Il Maciste (bollettino d'informazione del C.P.I.).

## Il disco
Le tracce dalla 1 alla 6 sono prese dall'album Abbiamo pazientato 40 anni. Ora basta!, la traccia 7 è inedita, le tracce 8 e 9 sono i due lati del singolo Crisi di valori.
L'inedito Tu meriti il posto che occupi, che ha in coda una versione acustica di Addis Abeba, era stato diffuso solo alla stampa specializzata tramite un demo dopo l'uscita di Abbiamo pazientato 40 anni. Ora basta!.

## Tracce
1. Addis Abeba – 4:29
2. Disciplinatha canto del potere – 3:51
3. Milizia – 4:56
4. Retorika – 3:23
5. Leopoli – 5:28
6. Attacco dal Cielo – 1:39
7. Tu meriti il posto che occupi – 6:14
8. Crisi di valori – 5:41
9. Nazioni – 5:54
10. East and side Live – 3:18
11. Un Mondo nuovo Live – 4:26
12. Ultima fatica Live – 4:31
13. Leopoli Live – 4:29
14. Lontano scintillante Live – 3:52

## Formazione
- Marco Maiani: basso (tracce da 1 a 7)
- Roberta Vicinelli: basso (tracce da 8 a 14)
- Valeria Cevolani: cori (tracce 8 e 9) e voce (tracce da 10 a 14)
- Vanessa Vignini: cori (tracce 8 e 9)
- Daniele Albertazzi: batteria (tracce da 1 a 7, da 10 a 14)
- Simone Bellotti: batteria (tracce 8 e 9)
- Dario Parisini: chitarra
- Cristiano Santini: voce